# ایلای ارکوک
ایلای ارکوک (انگلیسی: İlay Erkök؛ زادهٔ ۷ اکتبر ۱۹۹۳) بازیگر اهل ترکیه است.
از فیلم‌ها یا برنامه‌های تلویزیونی که وی در آن نقش داشته‌است می‌توان به هرجایی ، در انتظار آفتاب و عشق از روی لجبازی اشاره کرد.